# Didymaea mexicana
Didymaea mexicana är en måreväxtart som beskrevs av Joseph Dalton Hooker. Didymaea mexicana ingår i släktet Didymaea och familjen måreväxter. Inga underarter finns listade i Catalogue of Life.